# ウッド郡 (ウィスコンシン州)
ウッド郡（英: Wood County）は、アメリカ合衆国ウィスコンシン州の中央部に位置する郡である。2010年国勢調査での人口は74,749人であり、2000年の75,555人から1.1%減少した。郡庁所在地はウィスコンシンラピッズ市（人口18,367人）であり、同郡で人口最大の都市はマーシュフィールド市（人口19,118人）である。ウッド郡の全体でウィスコンシンラピッズ・マーシュフィールド小都市圏を構成している。

## 地理
アメリカ合衆国国勢調査局に拠れば、郡域全面積は809平方マイル (2,100 km2)であり、このうち陸地793平方マイル (2,050 km2)、水域は17平方マイル (44 km2)で水域率は2.06%である。

### 主要高規格道路
- アメリカ国道10号線
- ウィスコンシン州道13号線
- ウィスコンシン州道34号線
- ウィスコンシン州道54号線
- ウィスコンシン州道73号線
- ウィスコンシン州道80号線
- ウィスコンシン州道97号線
- ウィスコンシン州道173号線
- ウィスコンシン州道186号線

### 隣接する郡
- マラソン郡 - 北
- ポーテージ郡 - 東
- アダムズ郡 - 南東
- ジュノー郡 - 南
- ジャクソン郡 - 南西
- クラーク郡 - 北西

### 野生生物保護地域
- ミード野生生物地域

## 人口動態

2000人口ピラミッド

以下は2000年国勢調査による人口統計データである。
| 基礎データ - 人口: 75,555人 - 世帯数: 30,135 世帯 - 家族数: 20,491 家族 - 人口密度: 37人/km2（95人/mi2） - 住居数: 31,691軒 - 住居密度: 15軒/km2（40軒/mi2） 人種別人口構成 - 白人: 96.43% - アフリカン・アメリカン: 0.27% - ネイティブ・アメリカン: 0.70% - アジア人: 1.61% - 太平洋諸島系: 0.01% - その他の人種: 0.30% - 混血: 0.69% - ヒスパニック・ラテン系: 0.94% 先祖による構成 - ドイツ系：50.8% - ポーランド系：8.5% - ノルウェー系：6.2% - アメリカ人：5.2% - アイルランド系：5.1% | 年齢別人口構成 - 18歳未満: 25.7% - 18-24歳: 7.7% - 25-44歳: 28.4% - 45-64歳: 22.9% - 65歳以上: 15.3% - 年齢の中央値: 38歳 - 性比（女性100人あたり男性の人口） - 総人口: 96.1 - 18歳以上: 93.0 世帯と家族（対世帯数） - 18歳未満の子供がいる: 32.2% - 結婚・同居している夫婦: 56.7% - 未婚・離婚・死別女性が世帯主: 8.0% - 非家族世帯: 32.0% - 単身世帯: 27.2% - 65歳以上の老人1人暮らし: 11.4% - 平均構成人数 - 世帯: 2.47人 - 家族: 3.01人 |

## 都市と町

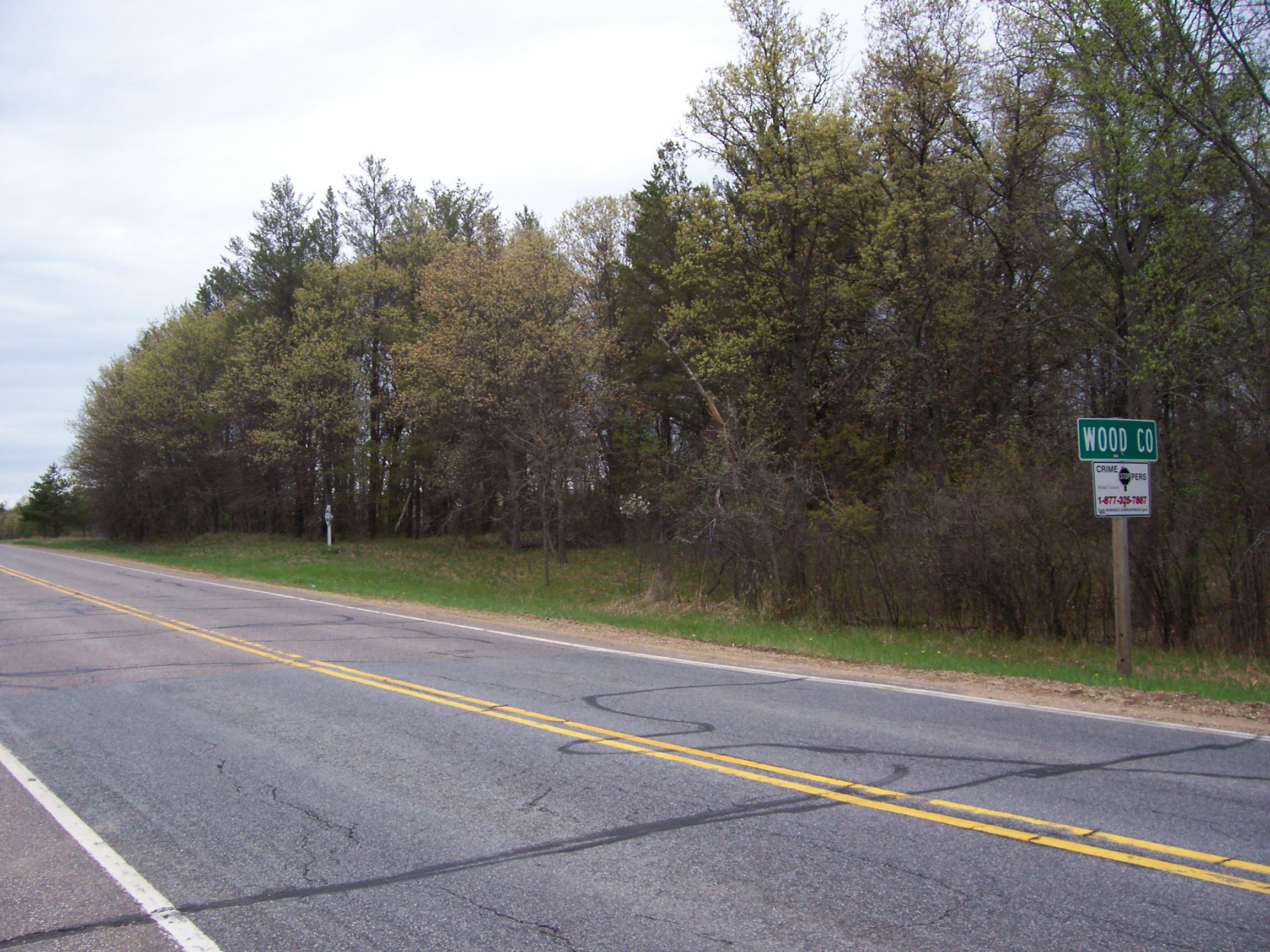
ウィスコンシン川沿いの郡境界標識

市
- ウィスコンシンラピッズ - 郡庁所在地
- マーシュフィールド
- ネクーサ
- ピッツビル

村
- アーピン
- オーバーンデール
- バイロン
- ヒューイット
- ミラドア
- ポートエドワーズ
- ルドルフ
- ベスパー

町
- アーピン町
- オーバーンデール町
- キャメロン
- キャリー
- クランムーア
- デクスター
- グランドラピッズ
- ハンセン
- ハイルズ
- リンカーン
- マーシュフィールド町
- ミラドア町
- ポートエドワーズ町
- レミントン
- リッチフィールド
- ロック
- ルドルフ町
- サラトガ
- セネカ
- シェリー
- シーゲル
- ウッド

CDP
- バブコック
- レイクワジーチャ